# Anna Maria Brandstätter

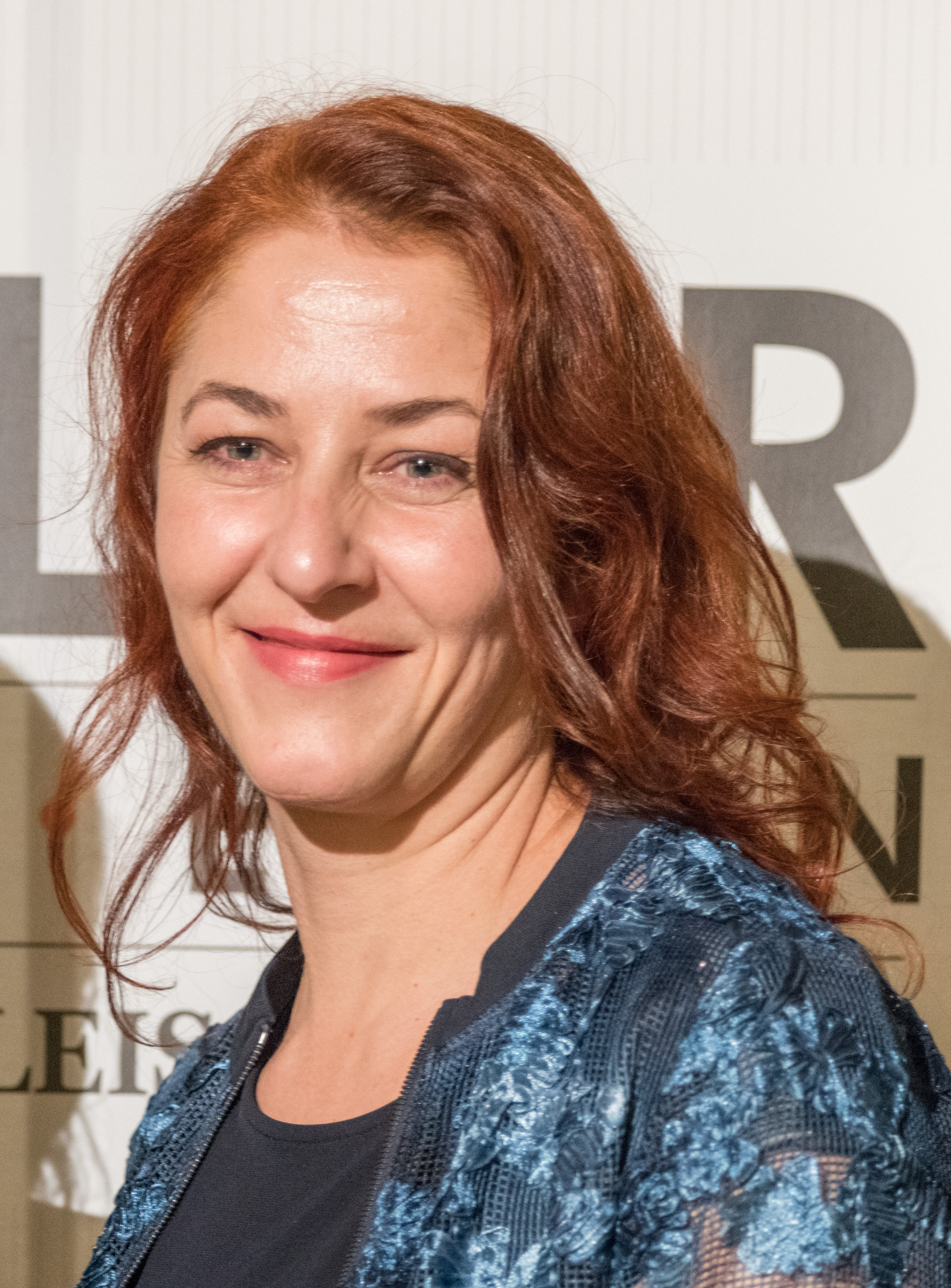
Anna Maria Brandstätter (2019)

Anna Maria Brandstätter (* 1977 in Amstetten) ist eine österreichische Malerin und Grafikerin. Sie lebt und arbeitet in St. Nikola an der Donau.

## Leben und Wirken
Brandstätter besuchte von 2002 bis 2008 die Meisterklasse für Malerei und Grafik bei Ursula Hübner an der Kunstuniversität Linz. Ihr Diplom erhielt sie 2008 bei Dietmar Brehm für die Radierung Ohne Titel (Direktätzung auf Aluminium). Sie absolvierte Arbeitsaufenthalte in Nizza (2015) und Genf (2019).
Ihre Werke wurden von öffentlichen und privaten Galerien angekauft (Kunstsammlung des Landes Oberösterreich 2014 und 2019, Oberösterreichische Landesgalerie 2017, Museum Angerlehner 2017 und 2019, Kunstsammlung der Stadt Linz 2019).

## Ausstellungen (Auswahl)
Die Künstlerin ist Mitglied im Oberösterreichischen Kunstverein und präsentiert ihre Werke regelmäßig im Rahmen der Gruppenausstellungen überwiegend in Oberösterreich.
Einzelausstellungen
- Jahreszeiten, Museum Angerlehner, 2020
- Ich zeichne mir die Welt wie sie mir gefällt, Galerie Schloss Puchheim, 2019
- Von der stillen Umarmung unendlicher Tiefe, Artothek Krems, 2018
- Aus dem Schatten des Baumes das Donauglitzern betrachten, Galerie in der Schmiede, Pasching, 2017
- Zeug zeichnen – Zeit zeichnen – Zeichen Zeichnen, Zehn Positionen der Handgrafik, Sankt Anna-Kapelle Passau, Kunstverein Passau e.V., 2016
- Gegen den Strom träumen, Strindbergmuseum Saxen, 2011
- Panorama, Kubin-Haus Zwickledt, Kulturverein Landstrich, 2023

Kunst am Bau
- Ein Horn, Mittelschule Perg Stadtzentrum, 2019

## Auszeichnungen
2018 wurde sie mit dem Heinrich-Gleißner-Förderpreis ausgezeichnet.

## Publikationen (Ausstellungskataloge)
- Wage Geschichten über das Los eines Schwierigen, in: Schriftenreihe des Oberösterreichischen Kunstvereins, 2013
- Malerei und Zeichnung, 2012 – 2014, Ausstellungskatalog 2014
- Zechyr im Blick zeitgenössischer Künstler*innen, Katalog des Oberösterreichischen Landesmuseums zur Ausstellung im Kubin-Haus, 2018